# Ministerstwa w Polskiej Rzeczypospolitej Ludowej
Ministerstwa w Polskiej Rzeczypospolitej Ludowej – poniższy artykuł zawiera spis ministerstw i urzędów na prawach ministerstw istniejących w państwie polskim w latach 1944–1991, czyli w okresie jego pozostawania w strefie wpływów ZSRR oraz przynależności do polityczno-wojskowych i gospodarczych struktur bloku wschodniego.
Datą początkową dla zestawienia jest dzień utworzenia Polskiego Komitetu Wyzwolenia Narodowego (21 lipca 1944 r.), natomiast okres końcowy obejmuje czasy transformacji ustrojowej przeprowadzonej w latach 1989–1991 (uwzględnione zostały ministerstwa funkcjonujące w rządach Tadeusza Mazowieckiego i Jana Krzysztofa Bieleckiego, działających przed pierwszymi wolnymi wyborami parlamentarnymi).
Zasady organizacji naczelnych organów administracji państwowej ukształtowane po II wojnie światowej pozostały niezmienne aż do reformy centrum administracyjno-gospodarczego rządu i wprowadzenia działów administracji rządowej w drugiej połowie lat 90. Urzędy ministrów i obsługujące ich ministerstwa tworzone były za pomocą ustaw lub dekretów z mocą ustawy. Na ich podstawie Rada Ministrów wydawała rozporządzenia lub uchwały w sprawie szczegółowego zakresu działania ministrów oraz uchwały nadające ministerstwom statuty organizacyjne. Wiele spraw dotyczących funkcjonowania resortów regulowały akty normatywne niższego rzędu.
Szczególnym rodzajem naczelnych organów przewidzianym w Konstytucji PRL były komisje i komitety działające na zasadzie kolegialności. Na czele ich aparatów wykonawczych (urzędów posiadających rangę ministerstw) stali przewodniczący wchodzący w skład rządu z pozycją równorzędną stanowiskom ministrów.

## Administracja publiczna i gospodarka komunalna
Na mocy ustawy z 21 lipca 1944 r. utworzono:
- Resort Administracji Publicznej (21 lipca 1944 r. – 31 grudnia 1944 r.)

Na mocy ustawy z 31 grudnia 1944 r. w miejsce Resortu Administracji Publicznej utworzono:
- Ministerstwo Administracji Publicznej (31 grudnia 1944 r. – 28 kwietnia 1950 r.)

Na mocy dekretu z 13 listopada 1945 r. utworzono:
- Ministerstwo Ziem Odzyskanych (27 listopada 1945 r. – 21 stycznia 1949 r.)

Na mocy ustawy z 11 stycznia 1949 r. zlikwidowano Ministerstwo Ziem Odzyskanych (z dniem 21 stycznia 1949 r.), a jego zadania przejęło Ministerstwo Administracji Publicznej (częściowo również inne urzędy).
Na mocy ustawy z 19 kwietnia 1950 r. (w związku ze zmianami w funkcjonowaniu terenowych organów administracji państwowej) w miejsce Ministerstwa Administracji Publicznej (część jego zadań przejęły również inne urzędy) utworzono Urząd do Spraw Wyznań oraz:
- Ministerstwo Gospodarki Komunalnej (28 kwietnia 1950 r. – 29 marca 1972 r.)

Na mocy ustaw z 29 marca 1972 r. w miejsce Ministerstwa Gospodarki Komunalnej oraz Centralnego Urzędu Gospodarki Wodnej (część jego zadań przejęło Ministerstwo Rolnictwa oraz Ministerstwo Żeglugi), a także po wydzieleniu części zadań Ministerstwa Budownictwa i Przemysłu Materiałów Budowlanych oraz Ministerstwa Spraw Wewnętrznych utworzono:
- Ministerstwo Gospodarki Terenowej i Ochrony Środowiska (29 marca 1972 r. – 28 maja 1975 r.)

Na mocy ustawy z 28 maja 1975 r. (w związku ze zmianami w funkcjonowaniu terenowych organów administracji państwowej) w miejsce Ministerstwa Gospodarki Terenowej i Ochrony Środowiska utworzono:
- Ministerstwo Administracji, Gospodarki Terenowej i Ochrony Środowiska (28 maja 1975 r. – 1 sierpnia 1983 r.)

Na mocy ustaw z 28 lipca 1983 r. w miejsce Ministerstwa Administracji, Gospodarki Terenowej i Ochrony Środowiska utworzono Urząd Ochrony Środowiska i Gospodarki Wodnej (urząd przejął również część zadań Ministerstwa Komunikacji oraz Ministerstwa Rolnictwa i Gospodarki Żywnościowej) oraz:
- Ministerstwo Administracji i Gospodarki Przestrzennej (1 sierpnia 1983 r. – 12 listopada 1985 r.) (urząd przejął również część zadań Ministerstwa Budownictwa i Przemysłu Materiałów Budowlanych oraz Ministerstwa Rolnictwa i Gospodarki Żywnościowej)

Na mocy ustawy z 12 listopada 1985 r. w miejsce Ministerstwa Administracji i Gospodarki Przestrzennej (część jego zadań przejęło Ministerstwo Komunikacji, Ministerstwo Zdrowia i Opieki Społecznej oraz Urząd Rady Ministrów) oraz Ministerstwa Budownictwa i Przemysłu Materiałów Budowlanych utworzono:
- Ministerstwo Budownictwa, Gospodarki Przestrzennej i Komunalnej (12 listopada 1985 r. – 24 października 1987 r.)

Na mocy ustawy z 12 listopada 1985 r. rangę ministerstwa uzyskał (istniejący od 21 listopada 1952 r.):
- Urząd Rady Ministrów (12 listopada 1985 r. – 1 stycznia 1997 r.) (kierowany przez Ministra-Szefa Urzędu) (urząd przejął również część zadań zlikwidowanego Ministerstwa Administracji i Gospodarki Przestrzennej)

Na mocy ustawy z 23 października 1987 r. w miejsce Ministerstwa Budownictwa, Gospodarki Przestrzennej i Komunalnej (część jego zadań przejęło nowo utworzone Ministerstwo Przemysłu) oraz Głównego Urzędu Geodezji i Kartografii utworzono:
- Ministerstwo Gospodarki Przestrzennej i Budownictwa (24 października 1987 r. – 1 stycznia 1997 r.)

## Budownictwo i architektura
Na mocy dekretu z 24 maja 1945 r. utworzono:
- Ministerstwo Odbudowy (11 czerwca 1945 r. – 13 maja 1949 r.)

Na mocy ustawy z 27 kwietnia 1949 r. w miejsce Ministerstwa Odbudowy oraz Głównego Urzędu Planowania Przestrzennego (część ich zadań przejęło Ministerstwo Administracji Publicznej oraz urząd Państwowej Komisji Planowania Gospodarczego) utworzono:
- Ministerstwo Budownictwa (13 maja 1949 r. – 1 stycznia 1951 r.)

Na mocy ustawy z 30 grudnia 1950 r. w miejsce Ministerstwa Budownictwa (część jego zadań przejęły również inne urzędy) utworzono urząd Komitetu do Spraw Urbanistyki i Architektury oraz:
- Ministerstwo Budownictwa Miast i Osiedli (1 stycznia 1951 r. – 14 lipca 1956 r.)
- Ministerstwo Budownictwa Przemysłowego (1 stycznia 1951 r. – 14 lipca 1956 r.)

Na mocy dekretu z 17 listopada 1952 r. po wydzieleniu części zadań Ministerstwa Handlu Wewnętrznego oraz Ministerstwa Przemysłu Lekkiego utworzono:
- Ministerstwo Przemysłu Materiałów Budowlanych (17 listopada 1952 r. – 5 kwietnia 1957 r.)

Na mocy dekretu z 5 lipca 1956 r. w miejsce Ministerstwa Budownictwa Miast i Osiedli oraz Ministerstwa Budownictwa Przemysłowego utworzono:
- Ministerstwo Budownictwa (14 lipca 1956 r. – 5 kwietnia 1957 r.)

Na mocy ustawy z 22 marca 1957 r. w miejsce Ministerstwa Budownictwa oraz Ministerstwa Przemysłu Materiałów Budowlanych utworzono:
- Ministerstwo Budownictwa i Przemysłu Materiałów Budowlanych (5 kwietnia 1957 r. – 12 listopada 1985 r.)

Na mocy ustawy z 14 czerwca 1960 r. w miejsce urzędu Komitetu do Spraw Urbanistyki i Architektury, a także po wydzieleniu części zadań Ministerstwa Budownictwa i Przemysłu Materiałów Budowlanych utworzono:
- urząd Komitetu Budownictwa, Urbanistyki i Architektury (22 czerwca 1960 r. – 3 marca 1964 r.) (kierowany przez Przewodniczącego Komitetu)

Na mocy ustawy z 25 lutego 1964 r. zlikwidowano urząd Komitetu Budownictwa, Urbanistyki i Architektury (z dniem 3 marca 1964 r.), a jego zadania przejęło Ministerstwo Budownictwa i Przemysłu Materiałów Budowlanych (częściowo również Ministerstwo Rolnictwa oraz urząd Komisji Planowania).
Na mocy ustawy z 12 listopada 1985 r. w miejsce Ministerstwa Budownictwa i Przemysłu Materiałów Budowlanych oraz Ministerstwa Administracji i Gospodarki Przestrzennej (część jego zadań przejęło Ministerstwo Komunikacji, Ministerstwo Zdrowia i Opieki Społecznej oraz Urząd Rady Ministrów) utworzono:
- Ministerstwo Budownictwa, Gospodarki Przestrzennej i Komunalnej (12 listopada 1985 r. – 24 października 1987 r.)

Na mocy ustawy z 23 października 1987 r. w miejsce Ministerstwa Budownictwa, Gospodarki Przestrzennej i Komunalnej (część jego zadań przejęło nowo utworzone Ministerstwo Przemysłu) oraz Głównego Urzędu Geodezji i Kartografii utworzono:
- Ministerstwo Gospodarki Przestrzennej i Budownictwa (24 października 1987 r. – 1 stycznia 1997 r.)

## Edukacja, nauka i technika
Na mocy ustawy z 21 lipca 1944 r. utworzono:
- Resort Oświaty (21 lipca 1944 r. – 31 grudnia 1944 r.)

Na mocy ustawy z 31 grudnia 1944 r. w miejsce Resortu Oświaty utworzono:
- Ministerstwo Oświaty (31 grudnia 1944 r. – 16 listopada 1966 r.)

Na mocy ustawy z 26 kwietnia 1950 r. po wydzieleniu części zadań Ministerstwa Oświaty utworzono:
- Ministerstwo Szkół Wyższych i Nauki (12 maja 1950 r. – 31 grudnia 1951 r.)

Na mocy ustawy z 15 grudnia 1951 r. w miejsce Ministerstwa Szkół Wyższych i Nauki utworzono:
- Ministerstwo Szkolnictwa Wyższego (31 grudnia 1951 r. – 16 listopada 1966 r.)

Na mocy ustawy z 17 lutego 1960 r. utworzono:
- urząd Komitetu do Spraw Techniki (29 lutego 1960 r. – 5 lipca 1963 r.) (kierowany przez Przewodniczącego Komitetu)

Na mocy ustawy z 28 czerwca 1963 r. w miejsce urzędu Komitetu do Spraw Techniki utworzono:
- urząd Komitetu Nauki i Techniki (5 lipca 1963 r. – 29 marca 1972 r.) (kierowany przez Przewodniczącego Komitetu)

Na mocy ustawy z 11 listopada 1966 r. w miejsce Ministerstwa Oświaty oraz Ministerstwa Szkolnictwa Wyższego utworzono:
- Ministerstwo Oświaty i Szkolnictwa Wyższego (16 listopada 1966 r. – 29 marca 1972 r.)

Na mocy ustaw z 29 marca 1972 r. w miejsce Ministerstwa Oświaty i Szkolnictwa Wyższego oraz urzędu Komitetu Nauki i Techniki (część jego zadań przejęło nowo utworzone Ministerstwo Pracy, Płac i Spraw Socjalnych, Polska Akademia Nauk oraz inne urzędy) utworzono:
- Ministerstwo Nauki, Szkolnictwa Wyższego i Techniki (29 marca 1972 r. – 1 stycznia 1985 r.)
- Ministerstwo Oświaty i Wychowania (29 marca 1972 r. – 24 października 1987 r.)

Na mocy ustawy z 3 grudnia 1984 r. w miejsce Ministerstwa Nauki, Szkolnictwa Wyższego i Techniki utworzono:
- Ministerstwo Nauki i Szkolnictwa Wyższego (1 stycznia 1985 r. – 24 października 1987 r.)
- Urząd Postępu Naukowo-Technicznego i Wdrożeń (1 stycznia 1985 r. – 22 marca 1991 r.) (kierowany przez Ministra-Kierownika Urzędu)[b]

Na mocy ustawy z 23 października 1987 r. w miejsce Ministerstwa Nauki i Szkolnictwa Wyższego oraz Ministerstwa Oświaty i Wychowania utworzono:
- Ministerstwo Edukacji Narodowej (24 października 1987 r. – 23 października 2001 r.)

Na mocy ustawy z 12 stycznia 1991 r. w miejsce Urzędu Postępu Naukowo-Technicznego i Wdrożeń utworzono:
- Urząd Komitetu Badań Naukowych (22 marca 1991 r. – 1 kwietnia 2003 r.) (kierowany przez Przewodniczącego Komitetu)[c]

## Finanse
Na mocy ustawy z 21 lipca 1944 r. utworzono:
- Resort Gospodarki Narodowej i Finansów (21 lipca 1944 r. – 12 grudnia 1944 r.)

Na mocy dekretu z 1 grudnia 1944 r. w miejsce Resortu Gospodarki Narodowej i Finansów utworzono Resort Aprowizacji i Handlu, Resort Przemysłu oraz:
- Resort Skarbu (12 grudnia 1944 r. – 31 grudnia 1944 r.)

Na mocy ustawy z 31 grudnia 1944 r. w miejsce Resortu Skarbu utworzono:
- Ministerstwo Skarbu (31 grudnia 1944 r. – 30 marca 1950 r.)

Na mocy ustawy z 7 marca 1950 r. w miejsce Ministerstwa Skarbu, a także po wydzieleniu części zadań urzędu Państwowej Komisji Planowania Gospodarczego utworzono:
- Ministerstwo Finansów (od 30 marca 1950 r.)

Na mocy ustawy z 26 lutego 1982 r. w miejsce urzędu Państwowej Komisji Cen utworzono:
- Urząd Cen (9 marca 1982 r. – 12 listopada 1985 r.) (kierowany przez Ministra do Spraw Cen)

Na mocy ustawy z 12 listopada 1985 r. zlikwidowano Urząd Cen (z dniem 12 listopada 1985 r.), a jego zadania przejęło Ministerstwo Finansów.

## Handel i usługi
Na mocy ustawy z 21 lipca 1944 r. utworzono:
- Resort Gospodarki Narodowej i Finansów (21 lipca 1944 r. – 12 grudnia 1944 r.)

Na mocy dekretu z 1 grudnia 1944 r. w miejsce Resortu Gospodarki Narodowej i Finansów utworzono Resort Przemysłu, Resort Skarbu oraz:
- Resort Aprowizacji i Handlu (12 grudnia 1944 r. – 31 grudnia 1944 r.)

Na mocy ustawy z 31 grudnia 1944 r. w miejsce Resortu Aprowizacji i Handlu utworzono:
- Ministerstwo Aprowizacji i Handlu (31 grudnia 1944 r. – 31 marca 1947 r.)

Na mocy dekretu z 8 stycznia 1946 r. utworzono (faktycznie istniejące od 28 czerwca 1945 r.):
- Ministerstwo Żeglugi i Handlu Zagranicznego (28 czerwca 1945 r. – 31 marca 1947 r.)

Na mocy dekretu z 27 marca 1947 r. w miejsce Ministerstwa Aprowizacji i Handlu, Ministerstwa Żeglugi i Handlu Zagranicznego oraz Ministerstwa Przemysłu utworzono Ministerstwo Żeglugi oraz:
- Ministerstwo Aprowizacji (31 marca 1947 r. – 1 października 1948 r.)
- Ministerstwo Przemysłu i Handlu (31 marca 1947 r. – 22 kwietnia 1949 r.[39])

Na mocy dekretu z 29 września 1948 r. zlikwidowano Ministerstwo Aprowizacji (z dniem 1 października 1948 r.), a jego zadania przejęło Ministerstwo Przemysłu i Handlu (częściowo również Ministerstwo Skarbu oraz Ministerstwo Zdrowia).
Na mocy ustawy z 10 lutego 1949 r. w miejsce Ministerstwa Przemysłu i Handlu utworzono Ministerstwo Górnictwa i Energetyki, Ministerstwo Przemysłu Ciężkiego, Ministerstwo Przemysłu Lekkiego, Ministerstwo Przemysłu Rolnego i Spożywczego oraz:
- Ministerstwo Handlu Wewnętrznego (19 lutego 1949 r.[42] – 29 marca 1972 r.)
- Ministerstwo Handlu Zagranicznego (9 marca 1949 r.[43] – 10 kwietnia 1974 r.)

Na mocy ustawy z 25 maja 1951 r. w miejsce Centralnego Urzędu Drobnej Wytwórczości, a także po wydzieleniu części zadań urzędu Państwowej Komisji Planowania Gospodarczego utworzono:
- Ministerstwo Przemysłu Drobnego i Rzemiosła (18 czerwca 1951 r. – 21 lipca 1958 r.)

Na mocy ustawy z 2 lipca 1958 r. w miejsce Ministerstwa Przemysłu Drobnego i Rzemiosła utworzono:
- urząd Komitetu Drobnej Wytwórczości (21 lipca 1958 r. – 29 marca 1972 r.) (kierowany przez Przewodniczącego Komitetu)

Na mocy ustaw z 29 marca 1972 r. w miejsce Ministerstwa Handlu Wewnętrznego, urzędu Komitetu Drobnej Wytwórczości, a także po wydzieleniu części zadań zlikwidowanego Centralnego Urzędu Jakości i Miar utworzono:
- Ministerstwo Handlu Wewnętrznego i Usług (29 marca 1972 r. – 24 października 1987 r.)

Na mocy ustawy z 10 kwietnia 1974 r. w miejsce Ministerstwa Handlu Zagranicznego oraz Ministerstwa Żeglugi (część jego zadań przejęło Ministerstwo Komunikacji oraz Ministerstwo Przemysłu Ciężkiego) utworzono:
- Ministerstwo Handlu Zagranicznego i Gospodarki Morskiej (10 kwietnia 1974 r. – 10 lipca 1981 r.)

Na mocy ustaw z 3 lipca 1981 r. w miejsce Ministerstwa Handlu Zagranicznego i Gospodarki Morskiej utworzono Urząd Gospodarki Morskiej (urząd przejął również część zadań zlikwidowanego Ministerstwa Przemysłu Maszyn Ciężkich i Rolniczych) oraz:
- Ministerstwo Handlu Zagranicznego (10 lipca 1981 r. – 24 października 1987 r.)

Na mocy ustawy z 23 października 1987 r. w miejsce Ministerstwa Handlu Wewnętrznego i Usług, a także po wydzieleniu części zadań zlikwidowanego Ministerstwa Gospodarki Materiałowej i Paliwowej oraz zlikwidowanego urzędu Głównego Komitetu Kultury Fizycznej i Turystyki utworzono:
- Ministerstwo Rynku Wewnętrznego (24 października 1987 r. – 29 lipca 1991 r.)

Na mocy ustawy z 23 października 1987 r. w miejsce Ministerstwa Handlu Zagranicznego utworzono:
- Ministerstwo Współpracy Gospodarczej z Zagranicą (24 października 1987 r. – 1 stycznia 1997 r.)

Na mocy ustawy z 28 czerwca 1991 r. w miejsce Ministerstwa Rynku Wewnętrznego oraz Ministerstwa Przemysłu utworzono:
- Ministerstwo Przemysłu i Handlu (29 lipca 1991 r. – 1 stycznia 1997 r.)

## Kontrola państwowa
Na mocy ustawy z 22 listopada 1952 r. w miejsce niezależnej od rządu Najwyższej Izby Kontroli utworzono:
- Ministerstwo Kontroli Państwowej (12 grudnia 1952 r. – 27 grudnia 1957 r.)

Na mocy ustawy z 13 grudnia 1957 r. zlikwidowano Ministerstwo Kontroli Państwowej (z dniem 27 grudnia 1957 r.), a jego zadania przejęła ponownie utworzona niezależna od rządu Najwyższa Izba Kontroli.
Na mocy ustawy z 27 marca 1976 r. rangę ministerstwa uzyskała dotychczas niezależna od rządu:
- Najwyższa Izba Kontroli (27 marca 1976 r. – 8 października 1980 r.) (kierowana przez Prezesa NIK wchodzącego w skład rządu)

Na mocy ustawy z 8 października 1980 r. Najwyższa Izba Kontroli ponownie uzyskała niezależność od rządu (z dniem 8 października 1980 r.).

## Kultura i sztuka
Na mocy ustawy z 21 lipca 1944 r. utworzono:
- Resort Informacji i Propagandy (21 lipca 1944 r. – 31 grudnia 1944 r.)

Na mocy ustawy z 21 lipca 1944 r. utworzono:
- Resort Kultury i Sztuki (21 lipca 1944 r. – 31 grudnia 1944 r.)

Na mocy ustawy z 31 grudnia 1944 r. w miejsce Resortu Informacji i Propagandy utworzono:
- Ministerstwo Informacji i Propagandy (31 grudnia 1944 r. – 16 kwietnia 1947 r.)

Na mocy ustawy z 31 grudnia 1944 r. w miejsce Resortu Kultury i Sztuki utworzono:
- Ministerstwo Kultury i Sztuki (31 grudnia 1944 r. – 10 listopada 1999 r.)

Na mocy dekretu z 11 kwietnia 1947 r. zlikwidowano Ministerstwo Informacji i Propagandy (z dniem 16 kwietnia 1947 r.), a jego zadania przejęło Ministerstwo Kultury i Sztuki (częściowo również inne urzędy).

## Łączność, transport i gospodarka morska
Na mocy ustawy z 21 lipca 1944 r. utworzono:
- Resort Komunikacji, Poczt i Telegrafu (21 lipca 1944 r. – 12 grudnia 1944 r.)

Na mocy dekretu z 1 grudnia 1944 r. w miejsce Resortu Komunikacji, Poczt i Telegrafu utworzono:
- Resort Komunikacji (12 grudnia 1944 r. – 31 grudnia 1944 r.)
- Resort Poczt i Telegrafów (12 grudnia 1944 r. – 31 grudnia 1944 r.)

Na mocy ustawy z 31 grudnia 1944 r. w miejsce Resortu Komunikacji utworzono:
- Ministerstwo Komunikacji (31 grudnia 1944 r. – 14 marca 1951 r.)

Na mocy ustawy z 31 grudnia 1944 r. w miejsce Resortu Poczt i Telegrafów utworzono:
- Ministerstwo Poczt i Telegrafów (31 grudnia 1944 r. – 15 marca 1955 r.)

Na mocy dekretu z 8 stycznia 1946 r. utworzono (faktycznie istniejące od 28 czerwca 1945 r.):
- Ministerstwo Żeglugi i Handlu Zagranicznego (28 czerwca 1945 r. – 31 marca 1947 r.)

Na mocy dekretu z 27 marca 1947 r. w miejsce Ministerstwa Żeglugi i Handlu Zagranicznego, Ministerstwa Aprowizacji i Handlu oraz Ministerstwa Przemysłu utworzono Ministerstwo Aprowizacji, Ministerstwo Przemysłu i Handlu oraz:
- Ministerstwo Żeglugi (31 marca 1947 r. – 11 czerwca 1957 r.)

Na mocy ustawy z 26 lutego 1951 r. w miejsce Ministerstwa Komunikacji (część jego zadań przejęło Ministerstwo Żeglugi oraz urząd Państwowej Komisji Planowania Gospodarczego) utworzono:
- Ministerstwo Kolei (14 marca 1951 r. – 5 kwietnia 1957 r.)
- Ministerstwo Transportu Drogowego i Lotniczego (14 marca 1951 r. – 5 kwietnia 1957 r.)

Na mocy dekretu z 11 marca 1955 r. w miejsce Ministerstwa Poczt i Telegrafów utworzono:
- Ministerstwo Łączności (15 marca 1955 r. – 24 października 1987 r.)

Na mocy ustawy z 22 marca 1957 r. w miejsce Ministerstwa Kolei oraz Ministerstwa Transportu Drogowego i Lotniczego (część ich zadań przejęło Ministerstwo Spraw Wewnętrznych) utworzono:
- Ministerstwo Komunikacji (5 kwietnia 1957 r. – 24 października 1987 r.)

Na mocy ustawy z 28 maja 1957 r. w miejsce Ministerstwa Żeglugi utworzono:
- Ministerstwo Żeglugi i Gospodarki Wodnej (11 czerwca 1957 r. – 1 lipca 1960 r.)

Na mocy ustawy z 14 czerwca 1960 r. w miejsce Ministerstwa Żeglugi i Gospodarki Wodnej utworzono Centralny Urząd Gospodarki Wodnej oraz:
- Ministerstwo Żeglugi (1 lipca 1960 r. – 10 kwietnia 1974 r.)

Na mocy ustawy z 10 kwietnia 1974 r. w miejsce Ministerstwa Żeglugi (część jego zadań przejęło Ministerstwo Komunikacji oraz Ministerstwo Przemysłu Ciężkiego) oraz Ministerstwa Handlu Zagranicznego utworzono:
- Ministerstwo Handlu Zagranicznego i Gospodarki Morskiej (10 kwietnia 1974 r. – 10 lipca 1981 r.)

Na mocy ustaw z 3 lipca 1981 r. w miejsce Ministerstwa Handlu Zagranicznego i Gospodarki Morskiej utworzono Ministerstwo Handlu Zagranicznego oraz:
- Urząd Gospodarki Morskiej (10 lipca 1981 r. – 24 października 1987 r.) (kierowany przez Ministra-Kierownika Urzędu) (urząd przejął również część zadań zlikwidowanego Ministerstwa Przemysłu Maszyn Ciężkich i Rolniczych)

Na mocy ustawy z 23 października 1987 r. w miejsce Ministerstwa Komunikacji, Ministerstwa Łączności oraz Urzędu Gospodarki Morskiej utworzono:
- Ministerstwo Transportu, Żeglugi i Łączności (24 października 1987 r. – 16 grudnia 1989 r.)

Na mocy ustaw z 1 grudnia 1989 r. w miejsce Ministerstwa Transportu, Żeglugi i Łączności utworzono:
- Ministerstwo Łączności (16 grudnia 1989 r. – 25 lipca 2001 r.)
- Ministerstwo Transportu i Gospodarki Morskiej (16 grudnia 1989 r. – 23 października 2001 r.)

## Obrona narodowa
Na mocy ustawy z 21 lipca 1944 r. utworzono:
- Resort Obrony Narodowej (21 lipca 1944 r. – 31 grudnia 1944 r.)

Na mocy ustawy z 31 grudnia 1944 r. w miejsce Resortu Obrony Narodowej utworzono:
- Ministerstwo Obrony Narodowej (od 31 grudnia 1944 r.)

## Ochrona środowiska, gospodarka wodna i leśnictwo
Na mocy dekretu z 5 września 1947 r. podstawę prawną otrzymało (faktycznie utworzone 28 czerwca 1945 r. po wydzieleniu części zadań Ministerstwa Rolnictwa i Reform Rolnych):
- Ministerstwo Leśnictwa (28 czerwca 1945 r.[d] – 17 lipca 1956 r.)

Na mocy dekretu z 17 listopada 1952 r. po wydzieleniu części zadań Ministerstwa Leśnictwa, Ministerstwa Handlu Wewnętrznego, Ministerstwa Przemysłu Chemicznego oraz Ministerstwa Przemysłu Lekkiego utworzono:
- Ministerstwo Przemysłu Drzewnego i Papierniczego (17 listopada 1952 r. – 17 lipca 1956 r.)

Na mocy dekretu z 11 lipca 1956 r. w miejsce Ministerstwa Leśnictwa oraz Ministerstwa Przemysłu Drzewnego i Papierniczego utworzono:
- Ministerstwo Leśnictwa i Przemysłu Drzewnego (17 lipca 1956 r. – 12 listopada 1985 r.)

Na mocy ustawy z 28 maja 1957 r. w miejsce Ministerstwa Żeglugi utworzono:
- Ministerstwo Żeglugi i Gospodarki Wodnej (11 czerwca 1957 r. – 1 lipca 1960 r.)

Na mocy ustaw z 29 marca 1972 r. w miejsce Centralnego Urzędu Gospodarki Wodnej (część jego zadań przejęło Ministerstwo Rolnictwa oraz Ministerstwo Żeglugi) oraz Ministerstwa Gospodarki Komunalnej, a także po wydzieleniu części zadań Ministerstwa Budownictwa i Przemysłu Materiałów Budowlanych oraz Ministerstwa Spraw Wewnętrznych utworzono:
- Ministerstwo Gospodarki Terenowej i Ochrony Środowiska (29 marca 1972 r. – 28 maja 1975 r.)

Na mocy ustawy z 28 maja 1975 r. (w związku ze zmianami w funkcjonowaniu terenowych organów administracji państwowej) w miejsce Ministerstwa Gospodarki Terenowej i Ochrony Środowiska utworzono:
- Ministerstwo Administracji, Gospodarki Terenowej i Ochrony Środowiska (28 maja 1975 r. – 1 sierpnia 1983 r.)

Na mocy ustaw z 28 lipca 1983 r. w miejsce Ministerstwa Administracji, Gospodarki Terenowej i Ochrony Środowiska utworzono Ministerstwo Administracji i Gospodarki Przestrzennej (urząd przejął również część zadań Ministerstwa Budownictwa i Przemysłu Materiałów Budowlanych oraz Ministerstwa Rolnictwa i Gospodarki Żywnościowej) oraz:
- Urząd Ochrony Środowiska i Gospodarki Wodnej (1 sierpnia 1983 r. – 12 listopada 1985 r.) (kierowany przez Ministra-Kierownika Urzędu) (urząd przejął również część zadań Ministerstwa Komunikacji oraz Ministerstwa Rolnictwa i Gospodarki Żywnościowej)

Na mocy ustawy z 12 listopada 1985 r. w miejsce Urzędu Ochrony Środowiska i Gospodarki Wodnej oraz Centralnego Urzędu Geologii, a także po wydzieleniu części zadań zlikwidowanego Ministerstwa Leśnictwa i Przemysłu Drzewnego utworzono:
- Ministerstwo Ochrony Środowiska i Zasobów Naturalnych (12 listopada 1985 r. – 1 stycznia 1990 r.)

Na mocy ustawy z 12 listopada 1985 r. w miejsce Ministerstwa Leśnictwa i Przemysłu Drzewnego (część jego zadań przejęło nowo utworzone Ministerstwo Ochrony Środowiska i Zasobów Naturalnych oraz Ministerstwo Przemysłu Chemicznego i Lekkiego) oraz Ministerstwa Rolnictwa i Gospodarki Żywnościowej utworzono:
- Ministerstwo Rolnictwa, Leśnictwa i Gospodarki Żywnościowej (12 listopada 1985 r. – 1 stycznia 1990 r.)

Na mocy ustaw z 20 grudnia 1989 r. w miejsce Ministerstwa Ochrony Środowiska i Zasobów Naturalnych oraz Ministerstwa Rolnictwa, Leśnictwa i Gospodarki Żywnościowej utworzono Ministerstwo Rolnictwa i Gospodarki Żywnościowej oraz:
- Ministerstwo Ochrony Środowiska, Zasobów Naturalnych i Leśnictwa (1 stycznia 1990 r. – 10 listopada 1999 r.)

## Planowanie gospodarcze
Na mocy ustawy z 10 lutego 1949 r. w miejsce Centralnego Urzędu Planowania utworzono:
- urząd Państwowej Komisji Planowania Gospodarczego (22 kwietnia 1949 r.[39] – 1 stycznia 1957 r.) (kierowany przez Przewodniczącego Komisji)

Na mocy ustawy z 15 listopada 1956 r. w miejsce urzędu Państwowej Komisji Planowania Gospodarczego (część jego zadań przejęły również inne urzędy) utworzono:
- urząd Komisji Planowania (1 stycznia 1957 r. – 1 stycznia 1989 r.) (kierowany przez Przewodniczącego Komisji)

Na mocy ustawy z 23 grudnia 1988 r. w miejsce urzędu Komisji Planowania utworzono:
- Centralny Urząd Planowania (1 stycznia 1989 r. – 1 stycznia 1997 r.) (kierowany przez Ministra-Kierownika Urzędu)

## Przemysł
Na mocy ustawy z 21 lipca 1944 r. utworzono:
- Resort Gospodarki Narodowej i Finansów (21 lipca 1944 r. – 12 grudnia 1944 r.)

Na mocy dekretu z 1 grudnia 1944 r. w miejsce Resortu Gospodarki Narodowej i Finansów utworzono Resort Aprowizacji i Handlu, Resort Skarbu oraz:
- Resort Przemysłu (12 grudnia 1944 r. – 31 grudnia 1944 r.)

Na mocy ustawy z 31 grudnia 1944 r. w miejsce Resortu Przemysłu utworzono:
- Ministerstwo Przemysłu (31 grudnia 1944 r. – 31 marca 1947 r.)

Na mocy dekretu z 27 marca 1947 r. w miejsce Ministerstwa Przemysłu, Ministerstwa Aprowizacji i Handlu oraz Ministerstwa Żeglugi i Handlu Zagranicznego utworzono Ministerstwo Aprowizacji, Ministerstwo Żeglugi oraz:
- Ministerstwo Przemysłu i Handlu (31 marca 1947 r. – 22 kwietnia 1949 r.[39])

Na mocy ustawy z 10 lutego 1949 r. w miejsce Ministerstwa Przemysłu i Handlu utworzono Ministerstwo Handlu Wewnętrznego, Ministerstwo Handlu Zagranicznego, Ministerstwo Przemysłu Rolnego i Spożywczego oraz:
- Ministerstwo Górnictwa i Energetyki (22 kwietnia 1949 r.[73] – 30 marca 1950 r.)
- Ministerstwo Przemysłu Ciężkiego (22 kwietnia 1949 r.[74] – 6 marca 1952 r.)
- Ministerstwo Przemysłu Lekkiego (4 kwietnia 1949 r.[75] – 10 lipca 1981 r.)

Na mocy ustawy z 7 marca 1950 r. w miejsce Ministerstwa Górnictwa i Energetyki (część jego zadań przejęło Ministerstwo Przemysłu Ciężkiego) utworzono:
- Ministerstwo Górnictwa (30 marca 1950 r. – 29 kwietnia 1955 r.)

Na mocy ustawy z 30 grudnia 1950 r. po wydzieleniu części zadań Ministerstwa Przemysłu Ciężkiego oraz Ministerstwa Przemysłu Lekkiego utworzono:
- Ministerstwo Przemysłu Chemicznego (31 grudnia 1950 r. – 10 lipca 1981 r.)

Na mocy ustawy z 15 lutego 1952 r. w miejsce Ministerstwa Przemysłu Ciężkiego utworzono:
- Ministerstwo Energetyki (6 marca 1952 r. – 5 kwietnia 1957 r.)
- Ministerstwo Hutnictwa (6 marca 1952 r. – 5 kwietnia 1957 r.)
- Ministerstwo Przemysłu Maszynowego (6 marca 1952 r. – 5 kwietnia 1957 r.)

Na mocy dekretu z 16 kwietnia 1955 r. utworzono:
- Ministerstwo Przemysłu Motoryzacyjnego (22 kwietnia 1955 r. – 20 czerwca 1956 r.)

Na mocy dekretów z 18 kwietnia 1955 r. w miejsce Ministerstwa Górnictwa (część jego zadań przejęło Ministerstwo Hutnictwa oraz Ministerstwo Przemysłu Chemicznego) utworzono Centralny Urząd Naftowy oraz:
- Ministerstwo Górnictwa Węglowego (29 kwietnia 1955 r. – 5 kwietnia 1957 r.)

Na mocy dekretu z 13 czerwca 1956 r. zlikwidowano Ministerstwo Przemysłu Motoryzacyjnego (z dniem 20 czerwca 1956 r.), a jego zadania przejęło Ministerstwo Przemysłu Maszynowego.
Na mocy ustawy z 22 marca 1957 r. w miejsce Ministerstwa Energetyki, Ministerstwa Górnictwa Węglowego oraz Centralnego Urzędu Naftowego utworzono:
- Ministerstwo Górnictwa i Energetyki (5 kwietnia 1957 r. – 27 marca 1976 r.)

Na mocy ustawy z 22 marca 1957 r. w miejsce Ministerstwa Hutnictwa oraz Ministerstwa Przemysłu Maszynowego utworzono:
- Ministerstwo Przemysłu Ciężkiego (5 kwietnia 1957 r. – 27 marca 1976 r.)

Na mocy ustawy z 21 listopada 1967 r. po wydzieleniu części zadań Ministerstwa Przemysłu Ciężkiego utworzono:
- Ministerstwo Przemysłu Maszynowego (25 listopada 1967 r. – 10 lipca 1981 r.)

Na mocy ustaw z 27 marca 1976 r. w miejsce Ministerstwa Górnictwa i Energetyki oraz Urzędu Energii Atomowej utworzono:
- Ministerstwo Energetyki i Energii Atomowej (27 marca 1976 r. – 10 lipca 1981 r.)
- Ministerstwo Górnictwa (27 marca 1976 r. – 10 lipca 1981 r.)

Na mocy ustaw z 27 marca 1976 r. w miejsce Ministerstwa Przemysłu Ciężkiego utworzono:
- Ministerstwo Hutnictwa (27 marca 1976 r. – 10 lipca 1981 r.)
- Ministerstwo Przemysłu Maszyn Ciężkich i Rolniczych (27 marca 1976 r. – 10 lipca 1981 r.)

Na mocy ustawy z 27 marca 1976 r. w miejsce urzędu Państwowej Rady Gospodarki Materiałowej utworzono:
- Urząd Gospodarki Materiałowej (27 marca 1976 r. – 12 listopada 1985 r.) (kierowany przez Ministra Gospodarki Materiałowej)

Na mocy ustawy z 3 lipca 1981 r. w miejsce Ministerstwa Energetyki i Energii Atomowej (część jego zadań przejął urząd Pełnomocnika Rządu do Spraw Energetyki Jądrowej) oraz Ministerstwa Górnictwa utworzono:
- Ministerstwo Górnictwa i Energetyki (10 lipca 1981 r. – 24 października 1987 r.)

Na mocy ustawy z 3 lipca 1981 r. w miejsce Ministerstwa Hutnictwa, Ministerstwa Przemysłu Maszyn Ciężkich i Rolniczych (część jego zadań przejął nowo utworzony Urząd Gospodarki Morskiej) oraz Ministerstwa Przemysłu Maszynowego utworzono:
- Ministerstwo Hutnictwa i Przemysłu Maszynowego (10 lipca 1981 r. – 24 października 1987 r.)

Na mocy ustawy z 3 lipca 1981 r. w miejsce Ministerstwa Przemysłu Chemicznego oraz Ministerstwa Przemysłu Lekkiego utworzono:
- Ministerstwo Przemysłu Chemicznego i Lekkiego (10 lipca 1981 r. – 24 października 1987 r.)

Na mocy ustawy z 12 listopada 1985 r. w miejsce Urzędu Gospodarki Materiałowej oraz Głównego Inspektoratu Gospodarki Energetycznej utworzono:
- Ministerstwo Gospodarki Materiałowej i Paliwowej (12 listopada 1985 r. – 24 października 1987 r.)

Na mocy ustawy z 23 października 1987 r. w miejsce Ministerstwa Gospodarki Materiałowej i Paliwowej (część jego zadań przejęło nowo utworzone Ministerstwo Rynku Wewnętrznego), Ministerstwa Górnictwa i Energetyki, Ministerstwa Hutnictwa i Przemysłu Maszynowego oraz Ministerstwa Przemysłu Chemicznego i Lekkiego, a także po wydzieleniu części zadań zlikwidowanego Ministerstwa Budownictwa, Gospodarki Przestrzennej i Komunalnej oraz Ministerstwa Rolnictwa, Leśnictwa i Gospodarki Żywnościowej utworzono:
- Ministerstwo Przemysłu (24 października 1987 r. – 29 lipca 1991 r.)

Na mocy ustawy z 13 lipca 1990 r. utworzono:
- Ministerstwo Przekształceń Własnościowych (1 sierpnia 1990 r. – 1 października 1996 r.)

Na mocy ustawy z 28 czerwca 1991 r. w miejsce Ministerstwa Przemysłu oraz Ministerstwa Rynku Wewnętrznego utworzono:
- Ministerstwo Przemysłu i Handlu (29 lipca 1991 r. – 1 stycznia 1997 r.)

## Rolnictwo i gospodarka żywnościowa
Na mocy ustawy z 21 lipca 1944 r. utworzono:
- Resort Rolnictwa i Reform Rolnych (21 lipca 1944 r. – 31 grudnia 1944 r.)

Na mocy ustawy z 31 grudnia 1944 r. w miejsce Resortu Rolnictwa i Reform Rolnych utworzono:
- Ministerstwo Rolnictwa i Reform Rolnych (31 grudnia 1944 r. – 9 czerwca 1951 r.)

Na mocy ustawy z 10 lutego 1949 r. w miejsce Ministerstwa Przemysłu i Handlu utworzono Ministerstwo Górnictwa i Energetyki, Ministerstwo Handlu Wewnętrznego, Ministerstwo Handlu Zagranicznego, Ministerstwo Przemysłu Ciężkiego, Ministerstwo Przemysłu Lekkiego oraz:
- Ministerstwo Przemysłu Rolnego i Spożywczego (18 marca 1949 r.[94] – 17 lipca 1956 r.)

Na mocy ustawy z 26 maja 1951 r. w miejsce Ministerstwa Rolnictwa i Reform Rolnych utworzono:
- Ministerstwo Państwowych Gospodarstw Rolnych (9 czerwca 1951 r. – 1 grudnia 1956 r.)
- Ministerstwo Rolnictwa (9 czerwca 1951 r. – 10 lipca 1981 r.)

Na mocy dekretu z 22 kwietnia 1952 r. po wydzieleniu części zadań Ministerstwa Handlu Wewnętrznego utworzono:
- Ministerstwo Przemysłu Mięsnego i Mleczarskiego (26 kwietnia 1952 r. – 17 lipca 1956 r.)

Na mocy dekretu z 25 marca 1953 r. w miejsce Centralnego Urzędu Skupu i Kontraktacji utworzono:
- Ministerstwo Skupu (9 kwietnia 1953 r. – 5 kwietnia 1957 r.)

Na mocy dekretu z 11 lipca 1956 r. w miejsce Ministerstwa Przemysłu Mięsnego i Mleczarskiego oraz Ministerstwa Przemysłu Rolnego i Spożywczego utworzono:
- Ministerstwo Przemysłu Spożywczego (17 lipca 1956 r. – 5 kwietnia 1957 r.)

Na mocy ustawy z 13 listopada 1956 r. zlikwidowano Ministerstwo Państwowych Gospodarstw Rolnych (z dniem 1 grudnia 1956 r.), a jego zadania przejęło Ministerstwo Rolnictwa.
Na mocy ustawy z 22 marca 1957 r. w miejsce Ministerstwa Przemysłu Spożywczego oraz Ministerstwa Skupu (część jego zadań przejęło Ministerstwo Rolnictwa) utworzono:
- Ministerstwo Przemysłu Spożywczego i Skupu (5 kwietnia 1957 r. – 10 lipca 1981 r.)

Na mocy ustawy z 3 lipca 1981 r. w miejsce Ministerstwa Przemysłu Spożywczego i Skupu oraz Ministerstwa Rolnictwa utworzono:
- Ministerstwo Rolnictwa i Gospodarki Żywnościowej (10 lipca 1981 r. – 12 listopada 1985 r.)

Na mocy ustawy z 12 listopada 1985 r. w miejsce Ministerstwa Rolnictwa i Gospodarki Żywnościowej oraz Ministerstwa Leśnictwa i Przemysłu Drzewnego (część jego zadań przejęło nowo utworzone Ministerstwo Ochrony Środowiska i Zasobów Naturalnych oraz Ministerstwo Przemysłu Chemicznego i Lekkiego) utworzono:
- Ministerstwo Rolnictwa, Leśnictwa i Gospodarki Żywnościowej (12 listopada 1985 r. – 1 stycznia 1990 r.)

Na mocy ustaw z 20 grudnia 1989 r. w miejsce Ministerstwa Rolnictwa, Leśnictwa i Gospodarki Żywnościowej oraz Ministerstwa Ochrony Środowiska i Zasobów Naturalnych utworzono Ministerstwo Ochrony Środowiska, Zasobów Naturalnych i Leśnictwa oraz:
- Ministerstwo Rolnictwa i Gospodarki Żywnościowej (1 stycznia 1990 r. – 10 listopada 1999 r.)

## Sprawiedliwość
Na mocy ustawy z 21 lipca 1944 r. utworzono:
- Resort Sprawiedliwości (21 lipca 1944 r. – 31 grudnia 1944 r.)

Na mocy ustawy z 31 grudnia 1944 r. w miejsce Resortu Sprawiedliwości utworzono:
- Ministerstwo Sprawiedliwości (od 31 grudnia 1944 r.)

## Sprawy socjalne, praca i zdrowie
Na mocy ustawy z 21 lipca 1944 r. utworzono:
- Resort Odszkodowań Wojennych (21 lipca 1944 r. – 31 grudnia 1944 r.)[e]

Na mocy ustawy z 21 lipca 1944 r. utworzono:
- Resort Pracy, Opieki Społecznej i Zdrowia (21 lipca 1944 r. – 31 grudnia 1944 r.)

Na mocy ustawy z 31 grudnia 1944 r. w miejsce Resortu Pracy, Opieki Społecznej i Zdrowia utworzono:
- Ministerstwo Pracy, Opieki Społecznej i Zdrowia (31 grudnia 1944 r. – 14 kwietnia 1945 r.)

Na mocy dekretu z 11 kwietnia 1945 r. w miejsce Ministerstwa Pracy, Opieki Społecznej i Zdrowia utworzono:
- Ministerstwo Pracy i Opieki Społecznej (14 kwietnia 1945 r. – 25 kwietnia 1960 r.)
- Ministerstwo Zdrowia (14 kwietnia 1945 r. – 25 kwietnia 1960 r.)

Na mocy ustawy z 13 kwietnia 1960 r. w miejsce Ministerstwa Pracy i Opieki Społecznej oraz Ministerstwa Zdrowia utworzono Zakład Ubezpieczeń Społecznych oraz:
- Ministerstwo Zdrowia i Opieki Społecznej (25 kwietnia 1960 r. – 10 listopada 1999 r.)
- urząd Komitetu Pracy i Płac (25 kwietnia 1960 r. – 29 marca 1972 r.) (kierowany przez Przewodniczącego Komitetu)

Na mocy ustaw z 29 marca 1972 r. w miejsce urzędu Komitetu Pracy i Płac, a także po wydzieleniu części zadań zlikwidowanego urzędu Komitetu Nauki i Techniki utworzono:
- Ministerstwo Pracy, Płac i Spraw Socjalnych (29 marca 1972 r. – 24 października 1987 r.)

Na mocy ustawy z 8 czerwca 1972 r. utworzono:
- Urząd do Spraw Kombatantów (15 czerwca 1972 r. – 7 czerwca 1982 r.) (kierowany przez Ministra do Spraw Kombatantów)

Na mocy ustawy z 26 maja 1982 r. Urząd do Spraw Kombatantów utracił rangę ministerstwa (z dniem 7 czerwca 1982 r.).
Na mocy ustawy z 23 października 1987 r. w miejsce Ministerstwa Pracy, Płac i Spraw Socjalnych oraz Urzędu do Spraw Kombatantów utworzono:
- Ministerstwo Pracy i Polityki Socjalnej (24 października 1987 r. – 10 listopada 1999 r.)

## Sprawy wewnętrzne i bezpieczeństwo publiczne
Na mocy ustawy z 21 lipca 1944 r. utworzono:
- Resort Bezpieczeństwa Publicznego (21 lipca 1944 r. – 31 grudnia 1944 r.)

Na mocy ustawy z 31 grudnia 1944 r. w miejsce Resortu Bezpieczeństwa Publicznego utworzono:
- Ministerstwo Bezpieczeństwa Publicznego (31 grudnia 1944 r. – 14 grudnia 1954 r.)

Na mocy dekretu z 7 grudnia 1954 r. w miejsce Ministerstwa Bezpieczeństwa Publicznego utworzono:
- Ministerstwo Spraw Wewnętrznych (14 grudnia 1954 r. – 1 stycznia 1997 r.) (urząd przejął również część zadań Ministerstwa Gospodarki Komunalnej oraz Urzędu Rady Ministrów)[f]
- urząd Komitetu do Spraw Bezpieczeństwa Publicznego (14 grudnia 1954 r. – 28 listopada 1956 r.) (kierowany przez Przewodniczącego Komitetu)

Na mocy ustawy z 13 listopada 1956 r. zlikwidowano urząd Komitetu do Spraw Bezpieczeństwa Publicznego (z dniem 28 listopada 1956 r.), a jego zadania przejęło Ministerstwo Spraw Wewnętrznych.

## Sprawy zagraniczne
Na mocy ustawy z 21 lipca 1944 r. utworzono:
- Resort Spraw Zagranicznych (21 lipca 1944 r. – 31 grudnia 1944 r.)

Na mocy ustawy z 31 grudnia 1944 r. w miejsce Resortu Spraw Zagranicznych utworzono:
- Ministerstwo Spraw Zagranicznych (od 31 grudnia 1944 r.)